# Universidade Nacional do Nordeste

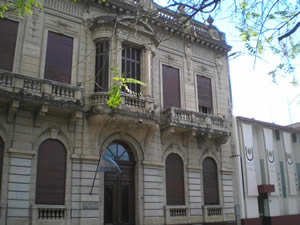
Reitoria da UNNE

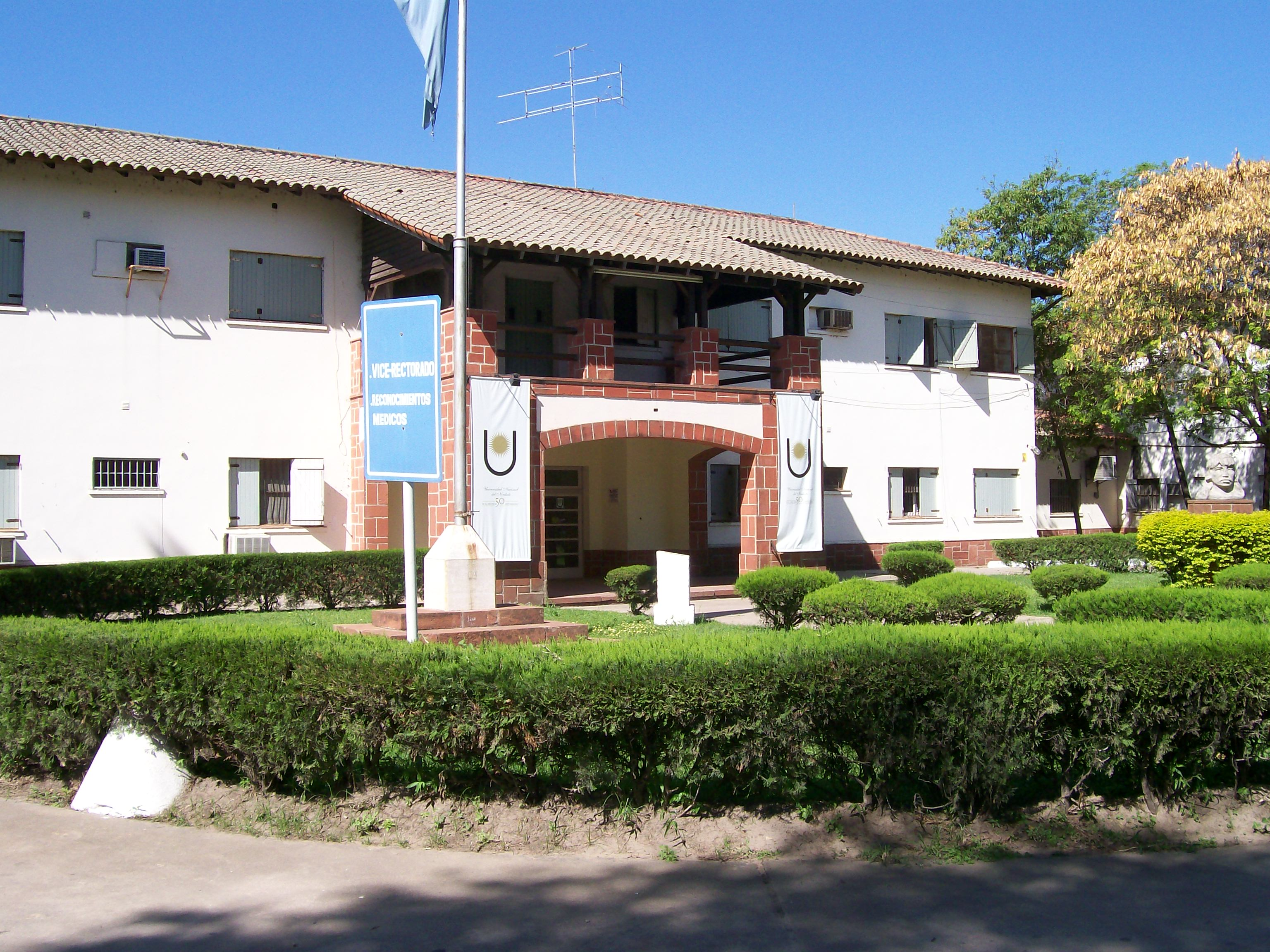
Vice-reitoria da UNNE

A Universidade Nacional do Nordeste (Universidad Nacional del Nordeste, UNNE) é uma universidade pública da Argentina com sede nas cidades de Corrientes e  Resistencia, Províncias de Corrientes e de Chaco respectivamente, e Institutos dependentes nas cidades correntinas de: Curuzú Cuatiá, Paso de los Libres; e nas cidades chaquenhas de General Pinedo e Charata.
A UNNE foi fundada pelo Decreto-Lei N.º 22.299 de 4 de dezembro de 1956.

## Faculdades
A UNNE é composta pelas seguintes faculdades:
- Faculdade de Arquitetura e Urbanismo (FAU), com sede em Resistencia
- Faculdade de Ciências Agrarias (FCA), com sede em Corrientes
- Faculdade de Ciências Econômicas (FCE), com sede em Resistencia
- Faculdade de Ciências Exatas e Naturais e Agrimensura (FACENA), com sede em Corrientes
- Faculdade de Ciências Veterinarias (FCV), com sede em Corrientes
- Faculdade de Direito e Ciências Sociais e Políticas, com sede em Corrientes
- Faculdade de Humanidades, com sede em Resistencia
- Faculdade de Engenharia, com sede em Resistencia
- Faculdade de Medicina, com sede em Corrientes
- Faculdade de Odontologia, com sede em Corrientes

## Institutos e escolas
- Instituto de Medicina Regional
- Instituto de Serviços Sociais da UNNE (ISSUNNE)
- Instituto de Ciências Criminalísticas e Criminologia
- Instituto de Botânica do Nordeste (IBONE)
- Instituto de Ictiologia do Nordeste (INICNE)
- Instituto de Geografia, Faculdade de Humanidades
- Instituto de Filosofia, Faculdade de Humanidades
- Instituto de Investigações em Educação, Faculdade de Humanidades
- Instituto de Planejamento Urbano e Regional (IPUR), FAU
- Instituto de Contabilidade de Custos e de Gestão, Depto de Contabilidade - FCE
- Instituto de Estabilidade, Faculdade de Engenharia
- Instituto de Matemática, Faculdade de Engenharia
- Instituto de Administração de Empresas Agropecuarias, com sede em Curuzú Cuatiá (Corrientes)
- Instituto Agrotécnico "Pedro Fuentes Godo"
- Escola Regional de Agricultura, Rebanho e Indústrias Afins (ERAGIA), é uma Escola de nível médio que depende da FCA.